# Майклз, Тэмми Линн
Тэмми Линн Майклз (англ. Tammy Lynn Michaels, родилась 26 ноября 1974 в г. Лафейетт, Индиана, США) — американская актриса, наиболее известная по роли Николь Джулиан в сериале «Лучшие».

## Биография

### Ранние годы
Тэмми Линн родилась 26 ноября 1974 года в городе Лафейетт, штат Индиана. Она и её старшая сестра были воспитаны матерью. В школе Тэмми активно занималась спортом и была членом театрального кружка. Окончив колледж, она переехала в Нью-Йорк, где поступила в Академию музыки и драмы (AMDA). Проучившись три семестра, Майклз была вынуждена уйти из-за травмы ноги. Она работала барменом в ресторане, где её и заметил агент по талантам.

### Карьера
Первым большим успехом для актрисы стала роль стервозной черлидерши Николь Джулиан в сериале Райана Мёрфи «Лучшие» (1999—2001).
В 2003 Майклз сыграла роль Макс в комедийной короткометражке «Шпионки». Фильм получил несколько наград и позже был взят за основу полнометражной ленты с тем же названием, релиз которой состоялся в 2004 г. Однако большая часть актрис оригинальной версии (в том числе и Тэмми) в новый фильм не попали.
Также Тэмми Линн играла небольшие роли в сериалах «Эти 80-е», «Секс в другом городе» и т. д.
С 2005 года Майклз ведёт популярный блог о политике, текущих событиях и своей личной жизни «Hollywoodfarmgirl».

### Личная жизнь
Тэмми Линн Майклз — открытая лесбиянка. В течение 9 лет её партнёршей была известная рок-певица Мелисса Этеридж. Они поженились на символической церемонии 20 сентября 2003 года, а в 2005 официально зарегистрировали гражданское партнёрство. 17 октября 2006 Тэмми родила дочь Джонни Роуз и сына Миллера Стивена (дети были зачаты от анонимного донора спермы). Также пара воспитывала двух детей, рождённых прежней партнёршей Этеридж — дочь Бейли и сына Бекетта. В апреле 2010 Тэмми и Мелисса объявили о своём расставании.

## Фильмография
| Год       |   | Русское название     | Оригинальное название       | Роль                      |
| --------- | - | -------------------- | --------------------------- | ------------------------- |
| 1999—2001 | с | Лучшие               | Popular                     | Николь Джулиан (43 серии) |
| 2002      | с | Эти 80-е             | That '80s Show              | Пэтти (3 серии)           |
| 2003      | ф | Шпионки              | D.E.B.S.                    | Макс                      |
| 2004      | с | Секс в другом городе | The L Word                  | Лейси Харавей (3 серии)   |
| 2005      | с |                      | Committed                   | Тесс (12 серий)           |
| 2019      | с |                      | Dolly Parton's Heartstrings | Битси                     |